# Écossez-moi
Pour plus de détails, voir Fiche technique et Distribution.
Écossez-moi (Short Kilts) est une comédie muette sortie le 3 août 1924. Le film est réalisé par George Jeske

## Synopsis
Stan Laurel en Écosse.

## Fiche technique
- Photographie : Frank Young
- Producteur : Hal Roach
- Distribution : Pathé Exchange
- Format : Noir et blanc - Muet
- Langue : anglais
- Date de sortie : 1924

## Distribution
- Stan Laurel : le fils de McPherson
- James Finlayson : le fils de McPherson
- Mickey Daniels : McPherson kid
- Ena Gregory : la fille de McGregor
- George Rowe : Blacksmith
- Mary Kornman : McGregor kid
- Leo Willis : McGregor
- Jack Gavin : McPherson
- 'Tonnage' Martin Wolfkeil : le fils de McHungry
- Sammy Brooks : McHungry
- Helen Gilmore : Mme. McHungry